# جون أندرسون (سياسي أمريكي)
جون أندرسون (بالإنجليزية: John Anderson)‏ هو سياسي أمريكي، ولد في 28 ديسمبر 1870. حزبياً، نشط في Wisconsin Progressive Party ‏. وقد انتخب عضو مجلس ولاية ويسكونسن (1930 – ).